# 艾伯特亲王城
艾伯特亲王城（Prince Albert）是加拿大萨斯喀彻温省的第三大城市，位於該省中部、北萨斯喀彻温河畔。
省內第一個國家公園艾伯特王子國家公園位於城市以北51公里。城市本身位於白楊疏林和北方針葉林之間的過渡地帶。